# Baker (Luisiana)
Baker es una ciudad ubicada en la parroquia de East Baton Rouge en el estado estadounidense de Luisiana. En el Censo de 2010 tenía una población de 13895 habitantes y una densidad poblacional de 646,45 personas por km².

## Geografía
Baker se encuentra ubicada en las coordenadas 30°35′00″N 91°9′28″O / 30.58333, -91.15778. Según la Oficina del Censo de los Estados Unidos, Baker tiene una superficie total de 21.49 km², de la cual 21.49 km² corresponden a tierra firme y (0%) 0 km² es agua.

## Demografía
Según el censo de 2010, había 13895 personas residiendo en Baker. La densidad de población era de 646,45 hab./km². De los 13895 habitantes, Baker estaba compuesto por el 20.53% blancos, el 77.29% eran afroamericanos, el 0.33% eran amerindios, el 0.18% eran asiáticos, el 0% eran isleños del Pacífico, el 0.51% eran de otras razas y el 1.17% pertenecían a dos o más razas. Del total de la población el 1.23% eran hispanos o latinos de cualquier raza.